# 1984 en sport automobile
Chronologie du Sport automobile
1983 en sport automobile - 1984 en sport automobile - 1985 en sport automobile

## Les faits marquants de l'année1984enSport automobile
- Niki Lauda remporte le Championnat du monde de Formule 1 au volant d'une McLaren-TAG Porsche.

## Par mois

### Janvier
- 20 janvier : victoire de René Metge lors du sixième Paris-Dakar. Gaston Rahier, à moto, en fait autant.

### Mars
- 25 mars, (Formule 1) : Grand Prix automobile du Brésil.

### Avril
- 1er avril : Darrell Waltrip remporte la course Valleydale 500 sur le Bristol International Speedway en NASCAR Winston Cup.
- 7 avril (Formule 1) : Grand Prix automobile d'Afrique du Sud.
- 29 avril (Formule 1) : Grand Prix automobile de Belgique.

### Mai
- 6 mai (Formule 1) : Grand Prix automobile de Saint-Marin.
- 20 mai (Formule 1) : Grand Prix automobile de France.

### Juin
- 3 juin (Formule 1) : Grand Prix automobile de Monaco.
- 16 juin : départ de la cinquante-deuxième édition des 24 Heures du Mans.
- 17 juin (Formule 1) : Grand Prix automobile du Canada.
- 24 juin (Formule 1) : Grand Prix automobile de Détroit.

### Juillet
- 8 juillet (Formule 1) : Grand Prix de Dallas.
- 22 juillet (Formule 1) : Grand Prix automobile de Grande-Bretagne.

### Août
- 5 août (Formule 1) : Grand Prix automobile d'Allemagne.
- 19 août (Formule 1) : Grand Prix automobile d'Autriche.
- 26 août (Formule 1) : Grand Prix automobile des Pays-Bas.

### Septembre
- 9 septembre (Formule 1) : Grand Prix automobile d'Italie.

### Octobre
- 7 octobre (Formule 1) : Grand Prix automobile d'Europe.
- 21 octobre (Formule 1) : Grand Prix automobile du Portugal.

## Naissances
- 11 janvier : Filip Salaquarda, pilote automobile tchèque.
- 21 mars : Franck Perera, pilote automobile français.
- 21 avril : Colin Fleming, pilote automobile américain.
- 8 juillet :  John Martin, pilote automobile australien.
- 16 juillet : Hayanari Shimoda, pilote automobile japonais.
- 22 juillet : Damien Pasini, pilote automobile français.
- 30 juillet : Marko Asmer, pilote automobile estonien. premier pilote de son pays à piloter une Formule 1.
- 1er août : Charles Kaki Ng, pilote automobile de Hong Kong.
- 6 août : Fabien Rosier, pilote automobile français.
- 11 août : Lucas di Grassi, pilote automobile brésilien
- 15 août : Cheng Cong Fu, pilote automobile chinois, premier pilote chinois de l'histoire à participer aux 24 heures du Mans.
- 21 août : Eduard Valentínovich Nikoláiev, pilote de rallyes russe.
- 4 septembre : Jonathan Adam, pilote automobile britannique.
- 8 septembre : Vitaly Petrov, pilote automobile russe.
- 26 septembre : Dominik Farnbacher, pilote automobile allemand.
- 26 octobre : Mathieu Andrianjafy, pilote automobile malgache.
- 27 octobre : Matteo Malucelli, pilote automobile italien.
- 3 novembre : Christian Bakkerud, pilote automobile danois. († 11 septembre 2011)
- 20 novembre : Ferdinando Monfardini, pilote automobile italien.
- 7 décembre : Robert Kubica, pilote automobile polonais.

## Décès
- 8 mai : Gino Bianco, pilote automobile brésilien, d'origine italienne, (° 22 juillet 1916).
- 6 août : Fernand Tavano, pilote automobile français, (° 21 mai 1933).
- 11 août : Marcel Balsa, 75 ans, pilote français de Formule 1 et Formule 2, (° 1er janvier 1909).
- 8 septembre : Johnnie Parsons, pilote de course automobile américain, (° 4 juillet 1918).
- 1er octobre : Hellé Nice, pilote automobile durant toutes les années 1930, principalement en Grand Prix. (° 15 décembre 1900).